# Zdenko Kobešćak
Zdenko Kobešćak (Zágráb, 1943. december 3. –) jugoszláv válogatott horvát labdarúgó, középpályás, edző.

## Pályafutása

### Klubcsapatban
1957-ben a Dinamo Zagreb korosztályos csapatában kezdte a labdarúgást. 1962-ben mutatkozott be az első csapatban, ahol két jugoszláv kupagyőzelmet (1963, 1965) ért el az együttessel. Tagja volt az 1962–63-as idényben vásárvárosok kupája-döntős, majd az 1966–67-es idényben VVK-győztes csapatnak. Az utóbbi kupasorozat döntő mérkőzésein nem szerepelt. 1967-ben az NK Zagreb, 1968 és 1971 között az NK Maribor játékosa volt. 1971–72-ben az első osztályú francia Stade Rennais, majd 1972–73-ban a másodosztályú EDS Montluçon labdarúgója volt. A Stade Rennais csapatával 1971-ben francia szuperkupa-győztes volt.

### A válogatottban
1963–64-ben két alkalommal szerepelt a jugoszláv válogatottban. 1963. október 27-én Bukarestben, a román válogatott ellen egy barátságos mérkőzésen mutatkozott be a válogatottban. A találkozó 2–1-es román győzelemmel ért véget. Második és egyben utolsó hivatalos szereplése a válogatottban 1964. november 24-én Belgrádban egy Szovjetunió elleni barátságos mérkőzésen volt, ahol 1–1-es döntetlen született.

### Edzőként
1985-ben és 1991–92-ben a Dinamo Zagreb vezetőedzőjeként dolgozott. Az 1987-es chilei ifjúsági világbajnokságon Mirko Jozić segédedzője volt, ahol a jugoszláv ifjúsági válogatott aranyérmes lett. 1990. október 17-én Zágrábban Dražan Jerković szövetségi kapitány segítője volt a horvát válogatott első hivatalos mérkőzésen az amerikai válogatott ellen, ahol 2–1-s horvát győzelem született.

## Sikerei, díjai
- Franjo Bučar Állami Sportdíj (2014)

 Dinamo Zagreb
- Jugoszláv bajnokság (Prva liga)
  - 2. (2): 1962–63, 1963–66
- Jugoszláv kupa (Kup Maršala Tita)
  - győztes (2): 1963, 1965
  - döntős (2): 1964, 1966
- Vásárvárosok kupája (VVK)
  - győztes: 1966–67[7]
  - döntős: 1962–63

 Stade Rennais
- Francia szuperkupa (Trophée des champions)
  - győztes: 1971[2]

## Statisztika

### Klubpályafutás
| Csapat        | Ország        | Bajnokság | Idény    | Mérk. | Gól |
| ------------- | ------------- | --------- | -------- | ----- | --- |
| Dinamo Zagreb | Jugoszlávia   | Prva liga | 1962–63  | 21    | 5   |
| Dinamo Zagreb | Jugoszlávia   | Prva liga | 1963–64  | 25    | 6   |
| Dinamo Zagreb | Jugoszlávia   | Prva liga | 1964–65  | 19    | 3   |
| Dinamo Zagreb | Jugoszlávia   | Prva liga | 1965–66  | 12    | 1   |
| Dinamo Zagreb | Jugoszlávia   | Prva liga | 1966–67  | 9     | 1   |
| NK Zagreb     | Jugoszlávia   | Prva liga | 1967–68  | 3     | 0   |
| NK Maribor    | Jugoszlávia   | Prva liga | 1968–69  | 11    | 0   |
| NK Maribor    | Jugoszlávia   | Prva liga | 1969–70  | 33    | 4   |
| NK Maribor    | Jugoszlávia   | Prva liga | 1970–71  | 30    | 3   |
| Stade Rennais | Franciaország | Ligue 1   | 1971–72  | 20    | 2   |
| EDS Montluçon | Franciaország | Ligue 2   | 1972–73  | 7     | 1   |
| Összesen      | Összesen      | Összesen  | Összesen | 190   | 26  |

### Mérkőzései a jugoszláv válogatottban
| Jugoszlávia | Jugoszlávia        | Jugoszlávia                     | Jugoszlávia | Jugoszlávia | Jugoszlávia | Jugoszlávia | Jugoszlávia | Jugoszlávia |
| #           | Dátum              | Helyszín                        | Hazai       | Eredmény    | Vendég      | Kiírás      | Gólok       | Esemény     |
| ----------- | ------------------ | ------------------------------- | ----------- | ----------- | ----------- | ----------- | ----------- | ----------- |
| 1.          | 1963. október 27.  | Bukarest, Augusztus 23. Stadion | Románia     | 2 – 1       | Jugoszlávia | barátságos  | -           |             |
| 2.          | 1964. november 22. | Belgrád, Crvena zvezda stadion  | Jugoszlávia | 1 – 1       | Szovjetunió | barátságos  | -           | 70'         |
|             | Összesen           |                                 |             | 2           | mérkőzés    |             | 0           | gól         |